# Неретин, Сергей Владимирович
Сергей Владимирович Неретин (16 января 1980, Москва) — российский футболист, выступавший на позиции полузащитника и защитника. Играл в высших дивизионах России и Казахстана.

## Биография
Воспитанник футбольной школы московского «Локомотива». На взрослом уровне дебютировал в 1997 году в составе дубля железнодорожников, игравшего в третьей лиге. Первый матч за основную команду «Локомотива» сыграл 29 августа 1999 года в рамках чемпионата России против «Крыльев Советов», выйдя на замену на 89-й минуте вместо Евгения Харлачёва. Всего в премьер-лиге России сыграл три матча (все — в сезоне 1999 года). В составе дубля красно-зелёных провёл 138 матчей (6 голов) во втором и третьем дивизионах и 8 матчей в первенстве дублёров.
Летом 2001 года перешёл в казахстанский «Женис». Дебютный матч в чемпионате Казахстана сыграл 27 августа 2001 года против «Тараза». В своём втором матче, 1 сентября против павлодарского «Иртыша», забил свой первый гол за клуб. Всего за сезон принял участие в 12 матчах чемпионата Казахстана и забил два гола, а также сыграл 4 матча (1 гол) в Кубке Казахстана. По итогам сезона стал чемпионом страны и финалистом Кубка.
После ухода из «Жениса» в течение двух лет не выступал на профессиональном уровне. В 2003 году был на просмотре в белорусском «Гомеле», но переход так и не состоялся.
В 2004 году присоединился к команде второго дивизиона России «Спортакадемклуб» и выступал за неё в течение полутора сезонов. Затем сменил несколько команд первого дивизиона — «Чкаловец-1936», «Машук» и брянское «Динамо». Последним профессиональным клубом для футболиста стало в 2008 году петербургское «Динамо» из второго дивизиона.
После окончания профессиональной карьеры выступал за любительские клубы Подмосковья. По состоянию на середину 2010-х годов работает учителем физкультуры в московской школе № 1416.